# Pontophilus spinosus
Pontophilus spinosus is een garnalensoort uit de familie van de Crangonidae. De wetenschappelijke naam van de soort is voor het eerst geldig gepubliceerd in 1816 door Leach.